# HELLO!! DOCTOR
『HELLO!! DOCTOR』（ハロー!! ドクター）は、作：朝月美姫、絵：沖麻実也のボーイズラブ小説。Ovis NOVELSより新書で発売されたのち、ラピス文庫で全2巻が刊行された。

## あらすじ
バイク事故で入院した高校生「水島祐也」は、医師「藤森直」と出会い、強引な求愛に反発しながらも次第に惹かれていく。しかしある日、直の昔の恋人が現れる。

## 主要人物
水島祐也
高校3年生。バイク事故で入院し、直と出会う。
藤森直
外科医。祐也に求愛してくる。
加賀美卓
直の昔の恋人。

## 書籍情報

### 新書版
Ovis NOVELSより全1巻。
- HELLO!!DOCTOR 1995年2月1日発売 ISBN 978-4871821391

### 文庫版
ラピス文庫より全2巻。
- HELLO!!DOCTOR―Side・A 1997年7月1日発売 ISBN 978-4829651094
- HELLO!!DOCTOR―Side・B 1997年7月1日発売 ISBN 978-4829651100

## ドラマCD
ビクターエンタテインメントより本編の続きを描いたオリジナルストーリーのドラマCDが出ている。
- HELLO!!DOCTORオリジナルアルバム 1996年3月23日発売